# Slayground
Pour plus de détails, voir Fiche technique et Distribution.
Slayground est un film britannique réalisé par Terry Bedford et sorti en 1983. Il s'agit d'une adaptation libre du roman Slayground de Richard Stark, 14e de la série sur le personnage Parker. Dans le film, le personnage de Parker est cependant renommé Stone et incarné par Peter Coyote. C'est l'unique film de Terry Bedford comme réalisateur.

## Synopsis
À la suite d'un braquage ayant mal tourné, des bandits prennent la fuite et se retrouvent avec un contrat sur leurs têtes.

## Fiche technique
- Titre original : Slayground
- Réalisation : Terry Bedford
- Scénario : Trevor Preston, d'après le roman Slayground de Richard Stark (pseudonyme de Donald E. Westlake)
- Musique : Colin Towns
- Photographie : Stephen Smith & Herb Wagreich
- Montage : Nicolas Gaster
- Production : John Dark & Gower Frost
- Société de production : Jennie and Company et Thorn EMI Screen Entertainment
- Société de distribution : Universal Pictures
- Pays de production :  Royaume-Uni
- Langue originale : anglais
- Format : Couleur - Mono - 35 mm
- Genre : policier, thriller
- Durée : 89 minutes
- Dates de sortie[2] :
  - Royaume-Uni : décembre 1983

## Distribution
- Peter Coyote (VF : Serge Blumenthal) : Stone
- Mel Smith (VF : Vincent Grass) : Terence “Terry” Abbatt
- Billie Whitelaw : Madge
- Philip Sayer (VF : Michel Paulin) : Costello
- Bill Luhrs (VF : Marc Alfos) : Joe Sheer
- Michael Ryan : J. L. Danard
- Clarence Felder (en) : Orxel
- Ned Eisenberg : Lonzini
- David Hayward : Laufman
- Kelli Maroney : Jolene
- Malcolm Terris : Venner